# Amialnoje
Amialnoje (biał. Амяльное, ros. Амельное, Amielnoje)  – dawna wieś na Białorusi, w obwodzie homelskim, w rejonie wieteckim.
W wyniku katastrofy w elektrowni jądrowej w Czarnobylu i skażenia promieniotwórczego mieszkańcy wsi zostali przesiedleni.
Wieś została oficjalnie zlikwidowana w 2011 roku.